# 奥贝尔
奥贝尔，挪威语姓氏。以下知名人物使用此姓氏：
- 安德烈亚斯·奥贝尔（1830–1901），挪威医生和诗人。
- 豪客·奥贝尔（1869–1961），挪威喜剧演员。
- 奥卢夫·安德烈亚斯·奥贝尔（英语：Oluf Andreas Aabel）（1825–1895），挪威牧师和作家。
- 佩尔·奥贝尔（1902–1999），挪威喜剧演员。